# الغارات على حسكانيتا
كانت الهجمات على حسكانيتا سلسلة من الهجمات التي شنّتها جماعات متمردة على قوات حفظ السلام التابعة للاتحاد الأفريقي خلال نزاع دارفور. وقعت الهجمات في 30 سبتمبر وأوائل أكتوبر 2007 بالقرب من بلدة حسكانيتا في جنوب دارفور. تم اعتقال ثلاثة من قادة المتمردين بسبب هذه الهجمات بناءً على مذكرات توقيف صادرة عن المحكمة الجنائية الدولية.

## خلفية
بدأ نزاع دارفور في عام 2003 عندما حملت مجموعتان متمردتان السلاح ضد الحكومة السودانية. زعمت حركة العدل والمساواة وجيش تحرير السودان أن الحكومة تميز ضد الأفارقة السود لصالح العرب. تدخلت الميليشيات العربية المحلية المعروفة بالجنجاويد إلى جانب الحكومة. بعد وقف إطلاق النار الأولي في عام 2004، تم نشر قوات حفظ السلام التابعة للاتحاد الأفريقي كمهمة الاتحاد الأفريقي في السودان. أقامت بعثة الاتحاد الأفريقي في السودان. قاعدة في حسكانيتا، في منطقة أم كدادة، في ولاية شمال دارفور وعلى بُعد 100 كيلومتر شمال شرق الضعين.
في نوفمبر 2006، استولت جبهة الخلاص الوطني - وهي مجموعة منشقة عن حركة العدل والمساواة - على المنطقة المحيطة حسكانيتا من جيش تحرير السودان. وأوقفت وكالات الإغاثة عملياتها في المناطق المجاورة للضعين وعديلة.

## الغارة الأولى
في 30 سبتمبر 2007، هاجم حوالي 1000 متمرد قاعدة تابعة لمهمة الاتحاد الأفريقي في السودان، مما أسفر عن مقتل 10 من قوات حفظ السلام، بينهم سبعة من نيجيريا وواحد من كل من مالي والسنغال وبوتسوانا، وإصابة العديد بجروح. كان هناك 50 من أفراد القوة مفقودين في البداية، لكنهم عُثر عليهم لاحقًا. وقع الهجوم بعد غروب الشمس بقليل، وسط تزايد التوترات والعنف بين المتمردين الانفصاليين وقوات حفظ السلام التابعة للاتحاد الأفريقي، حيث اتهم المتمردون هذه القوات بالتحيز لصالح الحكومة المركزية. قال الناجون إن المتمردين استخدموا أسلحة ثقيلة لمهاجمة قاعدة بعثة الاتحاد الأفريقي في السودان، بما في ذلك قذائف صاروخية ومركبات مدرعة. ألقت في البداية جيش السودان وحركات التمرد في دارفور باللوم على بعضهما البعض في الهجوم.

## الغارة الثانية
تعرضت بلدة حسكانيتا لهجوم مرة أخرى في أوائل أكتوبر، وتم إحراق معظمها. بعد الهجوم، كانت المسجد والمدرسة من بين القليل من المباني التي بقيت سليمة. ولا تزال الأطلال تُستخدم كقاعدة لقوات الاتحاد الأفريقي، حيث يتواجد فيها كتيبة كاملة قوامها 800 جندي. على الرغم من عدم تأكيد ذلك بعد، فقد زعمت مصادر غير مسماة في الخرطوم أن الحرائق أشعلتها قوات الاتحاد الأفريقي وميليشيا الجنجاويد انتقامًا للهجمات التي وقعت في أواخر سبتمبر.

## تحقيق المحكمة الجنائية الدولية
تم إحالة نزاع دارفور إلى المحكمة الجنائية الدولية من قبل مجلس الأمن الدولي في عام 2005، وفتح المدعي العام تحقيقًا في الجرائم المتعلقة بالنزاع.
في يوليو 2008، قال المدعي العام إنه يعرف من هم مرتكبو هجمات حسكانيتا، وكان ملتزمًا بمقاضاتهم. في نوفمبر 2008، طلب مذكرات توقيف لثلاثة من قادة المتمردين من حركة العدل والمساواة بسبب هذه الهجمات. أحد هؤلاء القادة، بحر إدريس أبو قردة، سلم نفسه طوعًا للمحكمة في مايو 2009. ومع ذلك، تم إسقاط التهم في فبراير 2010 عندما قرر القضاة أن المدعي العام لا يمكنه إثبات أنه خطط للهجوم. أما القائدان الآخران، عبد الله باندا أبكر نورين وصالح محمد جربو جموس، فقد سلما نفسيهما للمحكمة في يونيو 2010 وتم اتهامهما بثلاث تهم بجرائم حرب:
- القتل
- النهب
- مهاجمة قوات حفظ السلام[13]

قاد باندا مجموعة منشقة عن حركة العدل والمساواة، بينما قاد جربو فصيل جيش تحرير السودان - الوحدة. أما أبو قردة فقد قاد جبهة المقاومة المتحدة، وهي مجموعة منشقة أخرى عن حركة العدل والمساواة.

## روابط خارجية
- تقرير أولي للاتحاد الأفريقي عن هجوم 30 سبتمبر/أيلول